# مجاهد يحيى أبو شوارب
مجاهد يحيى أبو شوارب (1939 – 2004 م) زعيم قبلي، وضابط عسكري، وسياسي يمني، ولد في بلدة خارف بني جبر، اشتغل بالسياسة منذ فترة مبكّرة، فقد كان أبوه مناهضًا لحكم الإمام يحيى، في 1374 هـ/ 1954م سافر إلى تعز، وظل فيها بجانب الشيخ حميد بن حسين الأحمر فقرّبه من حركة المعارضة للحكم الإمامي، ولما سافر إلإمام أحمد إلى روما للعلاج دخل الشيخ حميد الأحمر برجاله وأتباعه إلى مدينة صنعاء، وكان مجاهد معه، وبعد عودة الإمام من روما أعدم الشيخ حميد ووالده حسين.
وأدخل مجاهد سجن القلعة في صنعاء عام 1380 هـ/ 1960م، فمكث في سجنه عامين؛ وأفرج عنه قبل قيام ثورة 26 سبتمبر اليمنية بأسبوع، وشارك في قيادة معارك الثورة في عمران وريدة وحجة.
توفي بحادث مروري في 2004 م في صنعاء، ودفن في مقبرة الشهداء.

## حياته وتعليمه
درس القرآن الكريم ومبادئ العلوم في كتّاب قريته على يد (عبد الله أبي منصّر)، ثم انتقل إلى مدينة صنعاء، فالتحق بالكلية الحربية، وتخرّج منها عام 1966م.

## مناصب وأدوار
تعيّن قائدًا للواء حجة عام 1387 هـ/ 1967م، ثم قائدًا للواء الحديدة في العام التالي، ثم محافظاً وقائدًا للواء حجة عام 1391 هـ/ 1971م، ثم قائدًا لقوات المجد في العام التالي، ثم عضوًا في مجلس القيادة الذي شكله الرئيس إبراهيم الحمدي بعد الانقلاب على الرئيس عبد الرحمن الإرياني سنة 1974م.
ثم نائبًا للقائد الأعلى للقوات المسلحة عام 1394 هـ/ 1974م، ثم عضوًا في مجلس الشعب التأسيسي عام 1398 هـ/ 1978م، ثم نائبًا لرئيس مجلس الوزراء للشئون الداخلية عام 1400 هـ/ 1980م، لفترتين، ثم أعيد تعيينه مجددًا نائبًا لرئيس مجلس الوزراء عام 1408 هـ/ 1988م، وفي أول حكومة بعد تحقيق الوحدة اليمنية عام 1410 هـ / 1990م أعيد تعيينه نائبًا لرئيس مجلس الوزراء للشئون الداخلية، ثم تعيّن عضوًا في المجلس الاستشاري، ثم مستشارًا لرئيس الجمهورية حتى وفاته.